# Afscheidsgebaar
Afscheidsgebaar (Engels: Gesture of Farewell) is een sciencefictionverhaal van Brian Aldiss. Onderwerp is het ontwikkelen van een verre wereld. 
Het verhaal verscheen voor het eerst in het sf-magazine New Worlds Science Fiction van juli 1957 en werd opgenomen in de verhalenbundel No Time Like Tomorrow van 1959. De verhalenbundel werd in het Nederlands vertaald in 1969.

## Het verhaal
Het echtpaar Nixon is er op uitgezonden om de planeet Risim klaar te maken voor menselijke bewoning. Het is een onherbergzame planeet, die de mensheid ooit heeft veroverd op de oorspronkelijke bewoners. Het klimaat moest echter aangepast worden, naar een soort die menselijke bewoning mogelijk maakt. Eerdere pogingen op andere planeten liepen op niets uit. Het gezin Nixon bestond uit vier personen, maar zoon Alec liet al het leven bij zo’n eerdere poging. De vooruitzichten zijn goed. De man schiet echter door in zijn enthousiasme en wil dat het dit keer wel zal lukken, de vrouw haat Risim. Het verschil tussen beiden wordt groter als ook hun dochter Jackie overlijdt op Risim. De vrouw wil zo snel mogelijk weg van de planeet.
De oorspronkelijke bevolking heeft echter nog een verrassing in petto. In het centrum van de voormalige hoofdstad hebben zij een hinderlaag opgesteld, waarbij aan de twee overgebleven Nixons een voorwaarde wordt gesteld. Ze hebben de keus uit:
1. een van de twee steekt zijn hoofd in wat het meest doet denken aan een guillotine; door dat gebaar en opoffering zal de planeet blijven bestaan en tot ontwikkeling komen;
2. indien dat niet binnen vijf seconden na afloop van de spreekband gebeurt, zal de planeet overgaan tot zelfdestructie en uiteenvallen tot atomen waaruit het is opgebouwd.

Larry, de man, hoeft niet te kiezen en steekt direct zijn hoofd in het hakblok. Hij wilde de planeet en de gedachte aan Jackie niet laten verpluveren. Ruthmary zijn vrouw is haar gehele familie krijt op een planeet waar ze niet wilde en wil zijn.   